# Израильская корпорация телерадиовещания
Израильская вещательная корпорация (ивр. תאגיד השידור הישראלי‎, англ. Israel Public Broadcasting Corporation — «Таагид ха-шидур ха-исраэли») — израильская государственная телерадиоорганизация, вещающая с 2017 года.
Корпорация, которая стала ребрендингом Первого канала, менее актуального для широкой публики и популярного у старшего поколения. Широкая публика, а также телевизионные критики, приветствовали изменения, произошедшие на канале, включая создание успешного цифрового отдела и трансляцию оригинального контента в любой момент времени. Среди самых больших успехов канала за последние годы были такие оригинальные сериалы, как: «Тегеран», «Маньяк», «Репетиции», «Купа Рашит», «Командир», «Мотек в центре внимания», «Долина плача» и другие.

## История
В 2014 году израильский парламент принял закон, по которому с 31 марта 2015 году IBA расформировывается и вместо неё будет создана другая организация, ведающая общественным вещанием. (По другому взгляду на это событие, IBA будет закрыта и вновь открыта уже в реорганизованном виде.) Также планировалось, что с 31 марта будет отменён налог на телеприёмник, но впоследствии отмена была отложена. С течением времени налог был отменён.
1 октября 2016 IBA должен был быть закрыт и вместо него должен был начать работать Таагид Ха-шидур. 19 июля 2016 Биньямин Нетанияху заявил, что смена на Таагид откладывается на январь 2018 года, за что подвергся критике со стороны политиков и прессы. Позже по результатам переговоров запуск Таагида был назначен раньше 2018 года, а именно 30 апреля 2017. (Раньше был вариант досрочного запуска 1 января.)

### Начало вещания
Вещание главного телеканала Кан 11 началось 15 мая 2017 года.

## Управление
Таагид ха-шидур является израильским общественным вещателем. Деятельность регулируется Законом о «Таагид ха-шидур» 29 июля 2014 года. Возглавляется Советом директоров, назначаемым Правительством Государства Израиль, и Генеральным директором.

### Руководители

#### Генеральные директора
- Эльдад Кобланц (с 2015)

#### Председатели
- Гиль Омер (с 2015)

## Финансирование
Финансируется за счёт бюджета страны, налога на радиоприёмники (увеличенного из-за отмены налога на телевидение), рекламы по радио и спонсорской рекламы по телевидению и по радио. Ежегодный бюджет корпорации составляет около 700 миллионов шекелей.

## Структура

### Подразделения
- Совет Директоров
  - Генеральный директор корпорации
- Дирекция новостей
- Цифровая Дирекция
  - Дирекция общественных сетей
  - Дирекция интернет-вещания

### Телеканалы
- Кан 11 (бывший Первый Израильский канал Аруц Ришон) — информационно-развлекательный канал
- Макан 33[англ.] (Кан-33, бывший 33-й канал) — телеканал на арабском языке
- Кан Обучающий (Кан Хинухит) — детский телеканал. Начнёт вещание 15-го Августа 2018 года, и заменит общественный обучающий канал IETV (23-й канал) работающий с 1966 года.

### Радиостанции
- Кан Тарбут (Алеф) — культура
- Кан Бет — общая, новости
- Кан Гимель — музыка
- Радио Макан (Кан Далет) — арабоязычная информационно-развлекательная радиостанция
- Кан 88 — развлекательная радиостанция
- Кан РЭКА — международная радиостанция